# Hernando de Soto (ekonom)
Hernando de Soto Polar (* 2. června 1941, Arequipa) je peruánský ekonom.
Mezi základní témata de Sotových prací patří především šedá ekonomika a význam obchodu a vlastnického práva.
Jeho vědecká pojednání o zemích třetího světa (zejména titul Mystérium kapitálu: proč kapitalismus triumfuje na západě a selhává všude jinde na světě, v originále The Mystery of Capital) mu vynesla uznání od vysoce postavených politiků a celosvětovou popularitu.
Mezi politiky, kteří uznávají de Sotovy teorie patří například Bill Clinton, Vladimir Putin, Emmanuel Macron, George W. H. Bush, Ronald Reagan a Margaret Thatcher.
Je též prezidentem Institutu pro svobodu a demokracii (Institute for Liberty and Democracy, ILD), vlivného think-tanku pro rozvoj zemí třetího světa, sídlícího v Limě.
Aktivity Institutu pro svobodu a demokracii v minulosti získaly sympatie Miltona Friedmana, laureáta Nobelovy ceny za ekonomii, Jamese Wolfensohna, devátého prezidenta Skupiny Světové banky a Javiera Pérez de Cuellara, bývalého generálního tajemníka OSN.
De Soto se významně zasloužil o ukončení ekonomické krize, která v Peru probíhala v osmdesátých letech minulého století.
Roku 2020 de Soto oznámil svou kandidaturu na prezidenta Peru v nadcházejících volbách.

## Dětství a mládí
De Soto se narodil 2. června 1941 v Arequipě. Jeho otec, José Alberto Soto, byl peruánský diplomat. Po vojenském převratu v roce 1948 se De Sotovi rozhodli odejít do exilu, konkrétně do Švýcarska, kde mladý de Soto navštěvoval Mezinárodní školu v Ženevě. Poté vystudoval sociální psychologii na National University of Saint Augustine v Arequipě v Peru a vrátil se zpět  do Ženevy. Na univerzitě v Ženevě získal bakalářský titul z ekonomie. V roce 1967 získal magisterský titul v oboru mezinárodního práva a ekonomie na ženevském Graduate Institute of International Studies.
Později se ve Švýcarsku živil jako ekonom, výkonný ředitel a konzultant. Do rodného Peru se vrátil až ve svých 38 letech.
De Sotův mladší bratr Álvaro je známým poradcem v mezinárodních otázkách. Jako diplomat působil v Limě, New Yorku a Ženevě. Od roku 1982 pracoval pro OSN, kde zastával funkci asistenta náměstka generálního tajemníka OSN a poté funkci zvláštního koordinátora OSN pro mírový proces na Blízkém východě. Roku 2007 OSN opustil.

## De Soto a reformy
De Soto a jeho Institut pro svobodu a demokracii stojí za prosazením řady nařízení, zákonů a iniciativ, které vedly k významným změnám v peruánském ekonomickém systému mezi lety 1988 až 1995.
Mezi nejvýznamnější zásluhy Institutu pro svobodu a demokracii patří administrativní reforma peruánského majetkového systému, jež zavedla nové zákonné nároky pro zhruba 1,2 milionu rodin a pomohla odhadem 380 000 firmám, které předtím musely působit na černém trhu, aby mohly vstoupit na oficiální peruánský trh. Reformy majetkového systému se dosáhlo odstraněním zbytečné byrokracie a zrušením nesmyslných zákonů, licencí a povolení. Tím se umožnilo snadné zakládání nových podniků a firem, což  předtím bylo časově náročné a velmi nákladné.
Dle Susan C. Stokes, politoložky z University of Chicago, měl de Sotův vliv na tehdejšího peruánského prezidenta Alberta Fujimoriho napomoci přechodu z keynesiánství na neoliberální ekonomický přístup.
De Soto Fujimoriho přesvědčil, aby odcestoval do New Yorku, kde se setkal s generálním tajemníkem OSN Javierem Pérezem de Cuéllarem, prezidentem Skupiny Světové banky Barberem Conablem a ředitelem Meziamerické rozvojové banky Enriquem V. Iglesiasem. Právě oni peruánského prezidenta přesvědčili, aby se podřídil mezinárodním směrnicím pro hospodářskou politiku, jež byly vydány finančními institucemi. Tento krok vedl ke snížení míry inflace.
Dle The Cato Institute a týdeníku The Economist de Sotovy reformy napomohly k oslabení Světlé Stezky, teroristické maoistické organizace v Peru. Tím, že se malým pěstitelům udělila práva na pěstování koky ve dvou nejvýznamnějších zemědělských oblastech přišla Světlá stezka o peníze, rekruty i bezpečná útočiště. Vůdci Světlé stezky tak byli nuceni pobývat ve větších městech, kde je šlo snáze zatknout. Abimael Guzmán, vůdce Světlé stezky, spatřoval v de Sotovi a Institutu pro svobodu a demokracii vážnou hrozbu a zorganizoval na ně v roce 1995 teroristický útok.
Poté, co přestal spolupracovat s Fujimorim, navrhl de Sato a jeho Institut pro svobodu a demokracii reformy i pro další státy, konkrétně pro Salvador, Haiti, Tanzanii a Egypt. Získal podporu Světové banky, mezinárodní nevládní organizace Slum Dwellers International a vlády Jihoafrické republiky .
Po úspěšných iniciativách Institutu pro svobodu a demokracii v osmdesátých letech organizace začala působit mezinárodně. Hlavy států z více než 35 zemí dosud vyhledaly služby této organizace za účelem navržení podobných reforem vlastnických práv v rámci jejich národního právního systému a vylepšení ekonomiky.
Institut pro svobodu a demokracii je proslulý svým vlivem v oblasti rozvoje na politiky a široké spektrum odborníků a organizací na mezinárodní úrovni. De Sotův program institucionálních reforem například v minulosti ke spolupráci přilákal strategicky klíčové země, které měly problémy s vnitřními konflikty a terorismem.
Institut pro svobodu a demokracii také vytvořil koncepty reforem, které byly později úspěšně převedeny v praxi v bývalých klientských zemích, konkrétně v Egyptě, Tanzanii, Hondurasu a na Filipínách.
De Sotův Institut pro svobodu a demokracii je mezinárodně uznávanou organizací a autoritou v problematice šedých ekonomik, jelikož se snaží přimět mezinárodní organizace a firmy k porozumění chudým a vyloučeným občanům, kteří jsou v reálném světě dennodenně nuceni žít v nepříznivých podmínkách. V této aktivitě organizaci pomáhají instituce jako Komise pro právní posílení postavení chudých, Meziamerická rozvojová banka a Světová banka.
V roce 2009 začal Institut pro svobodu a demokracii opět působit primárně v Peru. Zaměřil se především na problémy původních obyvatel peruánské amazonské džungle. Reagoval tak na výzvu peruánského prezidenta Garcii, který všechny Peruánce požádal o iniciativu v řešení problémů vedoucích ke krvavým incidentům v Bague. Institut pro svobodu a demokracii provedl analýzu situace a vydal krátký dokument s názvem Tajemství kapitálu mezi domorodými obyvateli Amazonie, jenž představuje komunitní život domorodých obyvatel Peru, ale i Aljašky a Kanady.

## Prezidentská kampaň 2020
De Soto v září roku 2020 oznámil svou kandidaturu na prezidenta Peru za politickou stranu Afanza Peru. Předtím, než tak učinil, vyjádřil obavy z veřejné politické kampaně, protože nechtěl, aby byl Institut pro svobodu a demokracii spojován s politikou a aby  případně nedošlo k jeho delegitimizaci.

## Hlavní myšlenky
Hlavní tezí De Sotových prací je názor, že tržní ekonomika žádného státu nemůže být silná, pokud se stát adekvátně nepodílí na tvorbě a fungování informačním systému, který zaznamenává informace o vlastnictví majetku a další ekonomické údaje o svých občanech. Takovému systému říká „systém kolektivní paměti“.
Fungování černého trhu má totiž za následek to, že mladí podnikatelé své firmy nevlastní, a nemohou s nimi tak jakkoli nakládat – ať už získat úvěr, expandovat nebo firmu prodat. Jelikož navíc nejsou oficiálními vlastníky firem, nemohou se v případě obchodních konfliktů obrátit na soud. Stát nemá o všech jejich příjmech dostatek informací a může tak od nich vybírat daně pouze v omezené míře. To vede k vytvoření dvou trhů – zákonem upraveného trhu a zákonem neupraveného trhu.
Elitní menšina využívá ekonomických výhod vyplývajících ze zákona a globalizace, zatímco většina podnikatelů je chudých, a jejich aktiva – která po celém světě přesahují 10 bilionů USD, figurují jako tzv. mrtvý kapitál ve stínu zákona (situace, kdy majitel majetek vlastní neoficiálně a majetek tím pádem není úředně veden a uznán).
Subjekty zákonem neupraveného trhu si v rámci konkurenční soutěže vytvářejí svá vlastní pravidla, čímž se snaží uskutečnit co nejvíce obchodů a chránit svá aktiva. Jejich pravidla jsou ale těžko vymahatelná a plná nedostatků, a tak si tyto mimoprávní subjekty vytvářejí své vlastní sociální, politické a ekonomické problémy, které poté ovlivňují celou společnost.
Od pádu Berlínské zdi usilovaly uvědomělejší země třetího světa o přechod k tržnímu hospodářství, ale téměř vždy selhaly.
Tamější populističtí vůdci tohoto selhání systému volného trhu, který mimo jiné usiloval o odstranění chudoby, využili ve svůj prospěch, zejména proto, aby zabránili průniku globalizace do daných zemí a umocnili tak svůj vliv. Dle Institutu pro svobodu a demokracii jsou ale skutečným nepřítelem ekonomických změn v daných státech chybné právní systémy, jež prakticky znemožňují, aby většina místních občanů (a jejich aktiva) získala podíl na trhu. Sami obyvatelé zemí třetího světa jsou ale podle Institutu pro svobodu a demokracii velmi schopní, nadšení a mají výjimečného obchodního ducha. To, co chudé většině v rozvojových státech chybí, je tedy jednoduchý a přehledný právní systém, který v ostatních vyspělých zemích slouží jako vstupní brána na cestě k ekonomickému úspěchu. V takovém právním systému je totiž veškerý majetek náležitě evidován podle platných zákonů tak, že v něm každý následně může vyhledat informace o jednotlivcích, jejich aktivech, právech, poplatcích a povinnostech. V tomto systému lze také stanovit omezení odpovědnosti pro podniky, dozvědět se o předchozí ekonomické situaci aktiv konkrétních subjektů, zajistit ochranu třetích stran a vyčíslit a ocenit hodnotu jejich aktiv a práv. Mezi další výhody tohoto systému patří také to, že usnadňuje získání úvěru, zavedení identifikačních systémů a vytvoření centrálního systému shromažďujícího informace o úvěrech a pojištěních. Dále ulehčuje zajištění bydlení a budování infrastruktury, otázku akcií, získání hypotéky a řadu dalších ekonomických aktivit, které řídí moderní tržní ekonomiku.

## Práce a výzkum
Od roku 2008 De Soto stále zdokonaluje svou tezi o významu vlastnických práv pro rozvoj národní ekonomiky. Reaguje tak na výsledky výzkumu Institutu pro svobodu a demokracii, který zjistil, že řada nových globálních hrozeb „pramení z narušení vlastnických práv“.
V esejích, které se objevovaly od začátku roku 2009 do roku 2012 ve sdělovacích prostředcích v USA a v Evropě De Soto tvrdil, že důvodem, proč se americké a evropské ekonomiky nacházely v recesi, byl výsledek znalostní, nikoli finanční krize.
Ve svých pracích o vlastnictví a chování domácností De Soto označil majetek v oblasti bydlení za „mrtvý kapitál“.
„Kapitalismus žije ve dvou světech“, uvedl De Soto pro Financial Times v lednu 2012. „Jeden kapitalismus sestává z palem a panamských lodí, ale ten druhý, složený z informací o majetku zakomponovaných do zákonů a záznamů je ten, který nám umožňuje organizovat a chápat fragmenty reality a tvořivě se k nim připojit". De Soto poukazuje na to, že informace ve veřejných informačních systémech, které podle něj „pomohly kapitalismu zvítězit“, byly během zhruba posledních 15 let zkresleny.
„Dokud tyto systémy nebudou opraveny,“ napsal, „neobnoví se ani americký, ani evropský kapitalismus“.
V další sérii článků, které vyšly v USA a Evropě v roce 2011, De Soto vychází z výsledků terénního výzkumu Institutu pro svobodu a demokracii v Egyptě, Tunisku a Libyi, a poukazuje na „ekonomické kořeny arabského jara“. Tvrdil, že probíhající arabské revoluce byly „ekonomickými revolucemi“, jež popoháněla především frustrace 200 milionů obyčejných Arabů, jejichž živobytí záviselo na neoficiální ekonomice. Poukázal na dřívější výzkum Institutu pro svobodu a demokracii z roku 2004 v Egyptě, který odhalil největšího zaměstnavatele v zemi. 92% majetku tohoto zaměstnavatele přitom figurovalo pouze v neoficiální (šedé) ekonomice, včetně aktiv v hodnotě téměř 247 miliard dolarů. Aby De Soto poukázal na zoufalství, které mezi podnikateli v zemích třetího světa panuje, vypracoval spolu s Institutem pro svobodu a demokracii studii o tuniském pouličním prodejci Mohamedovi Bouazizim, jehož veřejné sebeupálení na protest proti vyvlastnění jeho zboží vyvolalo tzv. Tuniskou revoluci, jež poté odstartovala šíření nepokojů po celém arabském světě.
Poté, co Institut pro svobodu a demokracii přestal být finančně podporován Agenturou Spojených států amerických pro mezinárodní rozvoj, organizace propustila většinu zaměstnanců ze své kanceláře v San Isidru.
V letech 2014–2015 se De Soto a malý tým, který pracoval v jeho domě, začali snažit o řízení politického procesu v Peru, a to konkrétně hledáním řešení probíhající národní těžební krize, protože v roce 2016 měly proběhnout prezidentské volby. De Soto byl silným zastáncem formalizace neoficiálně zaměstnaných horníků, kteří jsou rozptýlení po celém Peru. Od roku 2014 bylo několik velkých národních investičních projektů, včetně projektů Las Bambas a Tia Maria, narušeno násilnými protesty neoficiálně zaměstnaných horníků proti vládním regulacím a oficiálnímu těžebnímu průmyslu. V červenci 2015 Institut pro svobodu a demokracii zjistil, že bývalí radikálové z maoistické teroristické organizace Světlá stezka, kteří údajně bojovali za ekologické zájmy, zabránili investicím do těžby v Peru v hodnotě přibližně 70 miliard dolarů.
Kromě toho byly na Youtube kanálu Institutu pro svobodu a demokracii zveřejněny video debaty mezi bývalými extremisty a De Sotem, které odhalily, že ozbrojenci skupiny Světlá stezka souhlasí s tím, že otázka vlastnických práv může být důležitou součástí řešení sociálních konfliktů v Peru.
De Sotovým deklarovaným cílem je určit kořeny nepřátelství vůči nadnárodním společnostem a zjistit, co je nutné k vytvoření národní sociální smlouvy o těžebním průmyslu, která by mohla místo vytváření zbytečných konfliktů sladit majetkové zájmy Peruánců se zájmy nadnárodních společností.

## De Sotovy teze o terorismu
V říjnu 2014 publikoval De Soto ve Wall Street Journal článek The Capitalist Cure for Terrorism, ve kterém uvádí, že pro posílení ekonomického postavení na Středním východě je zapotřebí agresivní agendy, aby bylo možné porazit teroristické skupiny jako je Islámský stát. Tvrdí, že by Spojené státy americké měly propagovat agendu podobnou té, která byla úspěšně používána v Peru k porážce Světlé stezky v 90. letech. Tento článek si získal pochvalu vysoce postavených světových politiků, jako jsou bývalí kandidáti na prezidenta USA Rand Paul a Jeb Bush.
V lednu 2016 De Soto vydal svůj druhý článek How to Win the War on Terror, kde se zaměřil na myšlenku, že terorismus lze porazit podporou silných vlastnických práv. Článek byl distribuován společností Project Syndicate a publikován v desítkách zemí a jazyků.

## De Soto vyvrací teze T. Pikettyho a vyjadřuje se k jednání papeže
V roce 2014 začal de Soto vyvracet tezi francouzského ekonoma Thomase Pikettyho argumentem, že výroky o kapitálu v Pikettově celosvětově nejprodávanější knize „Kapitál v 21. století“ byly neopodstatněné.
Jeho první článek proti Pikettovým tezím „The Poor Against Piketty“ (francouzsky: Les pauvres contre Piketty), byl poprvé publikován ve francouzském zpravodajském časopise Le Point v dubnu 2015. De Soto v něm tvrdí, že Pikettovy statistiky ignorují 90 procent světové populace. Pikett dle něj opomíjí většinu, která žije v rozvojových zemích a bývalých sovětských státech, jejichž obyvatelé produkují a udržují svůj kapitál v neoficiálním sektoru. Dále uvádí, že globální výzkum Institutu pro svobodu a demokracii dokazuje, že většina lidí ve skutečnosti stojí o více než o méně kapitálu. Nakonec tvrdí, že války proti kapitálu, které podle Pikettyho přicházejí, již začaly v podobě arabského jara na Středním východě a v severní Africe.
Článek byl publikován v angličtině v časopise The Independent pod názvem „Why Thomas Piketty Is Wrong About Capital in the 21st Century“ a od té doby byl publikován ve více než dvaceti zemích a časopisech, včetně německého Die Welt, nigerijského Ventures Africa, španělského El Pais, egyptského Youm 7, brazilského Folha de S.Paulo, kanadského Vancouver Sun  a amerického Miami Herald.
V únoru 2016 si De Soto dal pauzu od vyvracení Pikettyho idejí a napsal článek o cestě papeže Františka do Mexika s názvem Papežova mexická slepá ulička. Článek pobízí papeže a Vatikán, aby řešili nedostatek vlastnických práv chudých obyvatel v zemích, jako je Mexiko, a pomohli tak vyřešit globální uprchlickou krizi.
O týden později publikoval De Soto druhý článek v časopise Fortune Magazine zaměřený na veřejnou rozepři mezi papežem a republikánským kandidátem Donaldem Trumpem o postavení zdi na Americko-mexické hranici. Článek s názvem Co by měl papež František skutečně říct Donaldovi Trumpovi přináší pět myšlenek souvisejících s vlastnickými právy, které by měl papež použít k reakci na Trumpova vyjádření. Tento článek byl v USA dobře přijat a později na něj reagovala řada dalších článků v časopisech jako Breitbart, Investors Business Daily a Stream.

## Blockchainová práce
V květnu 2015 se de Soto zúčastnil 1. výročního blockchain summitu, který uspořádal britský miliardář Richard Branson ve své soukromé karibské rezidenci na ostrově Necker Island. De Soto byl jedním ze tří moderátorů, spolu s Michaelem J. Caseym, bývalým publicistou Wall Street Journal a Matthew Bishopem, redaktorem The Economist. Zastánci technologie blockchain argumentují, že je vhodná k tomu, aby fungovala jako veřejná účetní kniha, která by pomohla dosáhnout de Sotova cíle vytvořit neformálně vlastněná majetková práva skupin, jako jsou domorodí obyvatelé Peru.
De Soto představil majetkovou aplikaci Bitcoinu Sheikh Nahyan bin Mubarak Al Nahyanovi ze Spojených arabských emirátů a finančním úřadům Abu Dhabi na druhém summitu Blockchain konaném v Abu Dhabi v roce 2015.

## Chvála za práci
Od vydání Mystéria kapitálu v roce 2000 a následných překladů se jeho myšlenky staly stále více vlivnými v oblasti rozvojové ekonomiky.
Časopis Time si ve svém zvláštním vydání „Leaders of the New Millennium“ z května 1999 vybral de Sota jako jednoho z pěti předních latinskoamerických inovátorů století a v roce 2004 jej zahrnul mezi 100 nejvlivnějších lidí na světě. De Soto byl také uveden jako jeden z 15 inovátorů, „kteří změní vaši budoucnost“, podle 85. výročí vydání časopisu Forbes. V lednu 2000 popsal německý vývojový časopis Entwicklung und Zusammenarbeit de Sota jako jednoho z nejdůležitějších teoretiků rozvoje. V říjnu 2005 jej více než 20 000 čtenářů časopisu Prospect ve Velké Británii a časopisu Foreign Policy v USA zařadilo na 13. místo ve společném anketě 100 nejvýznamnějších veřejných intelektuálů světa (Top 100 Public Intellectuals Poll).
Američtí prezidenti obou hlavních stran ocenili práci de Sota. Například Bill Clinton jej nazval „nejlepším žijícím ekonomem světa“, George H. W. Bush prohlásil, že „předpis de Sota nabízí jasnou a slibnou alternativu k ekonomické stagnaci…“ Bushův předchůdce Ronald Reagan řekl: „De Soto a jeho kolegové zkoumali jediný žebřík k vzestupné mobilitě. Volný trh je další cestou k rozvoji a jedinou skutečnou cestou. Je cestou lidí ... někam vede. Funguje to.“ Jeho práce byla oceněna také dvěma generálními tajemníky OSN Kofi Annanem – „Hernando de Soto má naprostou pravdu, že musíme přehodnotit, jak zachycujeme ekonomický růst a rozvoj“ – a Javierem Pérezem de Cuéllarem – „Zásadní příspěvek. Nový návrh na změnu platný pro celý svět.“
V říjnu 2016 byl de Soto oceněn Brigham-Kannerovou cenou za majetková práva (Brigham-Kanner Property Rights Prize), udělenou právnickou fakultou Williama a Mary během 13. výroční konference majetkových práv Brigham-Kanner (Brigham-Kanner Property Rights Conference), jako uznání jeho neúnavné obhajoby reformy majetkových práv jako nástroje pro zmírnění celosvětové chudoby.

## Ocenění
Mezi ocenění, která získal, patří:
- Cena svobody (Švýcarsko)
- Fisherova cena (Velká Británie)
- 2002
  - cena Goldwater (USA)
  - Adam Smith Award od Asociace soukromého vzdělávání v podnikání (Association of Private Enterprise Education) (USA)
  - Cena CARE Canada za mimořádné rozvojové myšlení (Kanada)
- 2003
  - obdržel Downey Fellowship na Yale University
  - mezinárodní cena Síně slávy demokracie od National Graduate University (USA)
- 2004
  - cena Templeton Freedom (USA)
  - Milton Friedman Prize for Advancing Liberty (USA)[2]
  - the Royal Decoration of the Most Admirable Order of the Direkgunabhorn, 5th Class (Thajsko)
- 2005
  - čestný Doktor dopisů z University of Buckingham (Spojené království)
  - Americas Award (USA)
  - peruánským Národním shromážděním rektorů byl označen za nejvýznamnější osobu roku 2004 v oblasti hospodářského rozvoje doma i v zahraničí
  - obdržel Cenu Deutsche Stiftung Eigentum za výjimečné příspěvky k teorii vlastnických práv
  - cenu IPAE za rok 2004 od peruánského institutu pro správu podniků
  - Academy of Achievement's Golden Plate Award (USA) na počest svých vynikajících úspěchů
  - BearingPoint, sedmou Cenu Compass časopisu Forbes pro strategický směr
  - byl jmenován jako „Fellow of the Class of 1930“ Dartmouth College
- 2006
  - Bradleyho cenu (Bradley Prize) za vynikající výsledky od Bradley Foundation[79]
  - Innovation Award (Social and Economic Innovation Award) od časopisu The Economist (2. prosince 2006) za prosazování vlastnických práv a hospodářský rozvoj.[80]

- 2007
  - Poder BCG Business Awards udělované časopisem Poder Magazine a Boston Consulting Group za „Nejlepší iniciativu proti chudobě“
  - antologie Die Zwölf Wichtigsten Ökonomen der Welt (Dvanáct nejvlivnějších ekonomů na světě, 2007) zahrnula profil de Sota mezi seznam, který začíná Adamem Smithem a zahrnuje takové nedávné nositele Nobelovy ceny za ekonomii jako Josepha Stiglitza a Amartya Sena
  - Humanitarian Award jako uznání jeho práce na pomoci chudým lidem podílet se na tržní ekonomice
- 2009
  - je čestným patronem University Philosophical Society na Trinity College v Dublinu za to, že vynikal ve veřejném životě a hodně přispěl do společnosti
  - inaugurační Cena Hernanda de Sota za demokracii udělená Centrem pro mezinárodní soukromé podnikání (CIPE) jako uznání jeho mimořádných úspěchů při prosazování ekonomické svobody v Peru a v rozvojových zemích[81]

- 2010
  - Hayekovu medaili za jeho teorie o politice liberálního rozvoje („tržní ekonomika zdola“) a za vhodnou implementaci jeho konceptů dvěma peruánskými prezidenty
  - medaile předsednictví Italské republiky (Medal of the Presidency of the Italian Republic) (Rada ministrů) jako uznání jeho přínosu ke zdokonalení lidstva a za jeho práci pro budoucnost země prostřednictvím svého závazku
- 2016
  - obdržel cenu Brigham – Kanner za práva na vlastnictví (Brigham – Kanner Property Rights Prize) za rok 2016 od právnické fakulty Williama a Mary během ceremonie v nizozemském Haagu v říjnu 2016[82]

### Projekt světové spravedlnosti
Hernando de Soto je četným spolupředsedou projektu World Justice Project. Tento projekt projekt Světové spravedlnosti usiluje o vedení globálního multidisciplinárního úsilí o posílení právního státu pro rozvoj společenství příležitostí a spravedlnosti.

## Kritika a reakce
De Sotovy práce o vlastnických právech vyjádřily různorodé pohledy na dopad titulování půdy. De Soto je kritizován z metodologických a analytických důvodů, zatímco někteří aktivisté ho obvinili z prostého snažení být reprezentativní postavou prioritního hnutí za lidská práva. Někteří tvrdí, že jeho teorie nenabízí nic nového ve srovnání s tradiční pozemkovou reformou. „De Sotův návrh není převod bohatství, ale legalizace majetku. Chudí lidé světa již vlastní biliony aktiv. De Soto nikomu nerozdává kapitál. Tím, že je dělá likvidní, kapitálová zásoba všech dramaticky roste.“ Při analyzování Schaeferových argumentů, Roy píše: „De Sotovy nápady jsou svůdné přesně protože garantují jen to druhé, ale tím slibují to první.“
Co de Sota odlišuje od jeho předchůdce je jeho pokus zahrnout ne-zemědělskou půdu ve schématu reformy a zdůraznění formalizace existujícího neformálního vlastnictví. Jeho důraz na formalizaci názvu jako jediný důvod ekonomického růstu ve Spojených státech byl předmětem kritiky. K formalizaci majetku v Americe mohlo dojít v důsledku různých důvodů, včetně zavedení práva a pořádku, zvýšené státní kontroly, větší integrace institucí, zvýšené ekonomické efektivity, vyšších daňových příjmů a větší rovnosti. Argument soukromého a často individualistického majetkového režimu spadá pod otázku společenské legitimity, nemusí být oprávněný, i když de Soto očima přináší jednotný systém ve státě nebo sjednocení s globální ekonomikou.
V svém díle Planet of Slums autor Mike Davis tvrdí, že de Soto, kterého Davis nazývá „globálním guru neoliberálního populismu“, v podstatě propaguje to, co levice státu v Jižní Americe a v Indii vždy prosazovala – individuální titulování půdy. Davis tvrdí, že titulování je začleněním do formální ekonomiky měst, které přináší výhody bohatším squatterům, ale je katastrofální pro chudší squattery a zejména nájemce, kteří si jednoduše nemohou dovolit začlenění do plně komodifikované formální ekonomiky.
Grassroots kontrolovalo a řídilo hnutí obyvatelů chatrčí hnutí, jako základna Abahlali Mjondolo v Jižní Africe a Hnutí pracujících bezdomovců (Movimento dos Trabalhadores Sem Teto – MTST) v Brazílii, usilovně argumentovali proti individuálnímu titulování a pro komunální a demokratické systémy kolektivní držby půdy, protože to poskytuje ochranu nejchudším a brání „nájezdům dolů“, při nichž bohatší lidé přemisťují squattery jakmile jsou formována jejich sousedství.
Madeleine Buntingová ve svém článku pro The Guardian (UK) tvrdí, že de Sotovy návrhy by za některých okolností způsobily víc škody než užitku, a odkazovala se na The Mystery of Capital jako na „komplikovanou kouřovou clonu“ používanou k zakrytí problému síly globalizované elity. Uvedla de Sotovu historii zaměstnání jako důkaz o jeho zaujatosti ve prospěch mocných. Reportér John Gravois také kritizoval de Sota za jeho vazby na mocenské kruhy, což dokládá jeho účast na Světovém ekonomickém fóru v Davosu. V reakci na to de Soto řekl Gravoisovi, že tato blízkost k moci pomůže de Sotovi vzdělávat elity o chudobě. Ivan Osorio z Competitive Enterprise Institute vyvrátil Gravoisova tvrzení poukazující na to, jak Gravois nesprávně vyložil mnoho de Sotových doporučení.
Robert J. Samuelson argumentoval proti tomu, co považuje za de Sotův přístup „single bullet“, a zasazuje se o větší důraz na kulturu a na to, jak místní podmínky ovlivňují vnímání příležitostí lidmi. Zvláštní zpravodaj OSN pro právo na výživu, Olivier De Schutter zpochybnil naléhání na titulování jako prostředek k ochraně bezpečnosti držby na základě risku, že titulování podlomí obvyklé formy držby a dostatečně chrání práva uživatelů půdy, která závisí na běžném lidu, stejně jako obava, že titlingové plány mohou vést k opětované koncentraci vlastnictví půdy, pokud nebude poskytnuta silná podpora drobným zemědělcům.
V časopise World Development, článek z roku 1990 od RG Rossiniho a JJ Thomase z London School of Economics zpochybnil statistický základ de Sotových tvrzení o velikosti neformální ekonomiky v jeho první knize The Other Path. ILD však ve stejném časopise poukázala na to, že Rossiniho a Thomasova pozorování „[neřešili] ústřední téma knihy, ani [neřešili] hlavní soubor kvantitativních důkazů, které se uvádějí k doložení významu ekonomických a právních překážek, které vedou k neformálním aktivitám. Místo toho se [zaměřili] výhradně na čtyři empirické odhady, které kniha [zmínila] jen okrajově.“
V Journal of Economic Literature Christopher Woodruff z University of California, San Diego kritizoval de Sota za nadhodnocení množství bohatství, které titulování půdy nyní neformálního vlastněného majetku může odemknout, a tvrdí, že „de Sotovy vlastní zkušenosti v Peru naznačují, že titulování půdy samo o sobě nebude mít velký účinek. Po titulování musí následovat řada politicky náročných kroků. Zlepšení účinnosti soudních systémů, přepsání bankrotních kodexů, restrukturování finančního trhu a podobné reformy budou vyžadovat mnohem obtížnější rozhodnutí politických činitelů.“
Empirické studie argentinských ekonomů Sebastiana Galianiho a Ernesta Schargrodského zpochybnily souvislost de Sota mezi titulováním a zvýšením úvěru pro chudé, ale také poukázaly na to, že rodiny s tituly „podstatně zvýšily investice do bydlení, zmenšily velikost domácnosti a zlepšily vzdělání jejich dětí ve vztahu ke kontrolní skupině.“ Thad Dunning, metodolog politické vědy z Yale University, ve své knize z roku 2012 tvrdí, že studie Galianiho a Schargrodkého poskytují „vysoce duvěryhodná“ tvrzení, protože se opírají o skutečnou randomizaci, zatímco studie de Sota ne (a je tedy zranitelná vůči matoucím proměnným). Studie zadaná agenturou britské vlády DFID dále shrnula mnoho komplikací vyplývajících z implementace politických doporučení de Sota, když není věnována dostatečná pozornost místnímu sociálnímu kontextu.
Sám de Soto často poukazoval na to, že jeho kritici mylně tvrdí, že sám obhajuje titulování půdy jako dostatečné pro efektivní rozvoj: Například v nové brožuře ILD je citován slovy: „ILD není jen o titulování. To co děláme je, že pomáháme vládám vybudovat systém veřejné paměti, který legálně identifikuje všechny jejich lidi, jejich aktiva, obchodní záznamy a transakce takovým způsobem, že mohou uvolnit svůj ekonomický potenciál. Žádná ekonomika se nemůže rozvíjet a prosperovat bez výhod, které jasně registrované veřejné dokumenty poskytují.“
31. ledna 2012 dostal de Soto a jeho vydavatel pokutu od peruánské organizace pro práva duševního vlastnictví  INDECOPI za vyloučení jmen spoluautorů Enriqueho Ghersi a Maria Ghibelliniho na novějších vydání jeho knihy The Other Path z roku 1986.

## Publikace

### Knihy
De Soto vydal dvě knihy o ekonomickém rozvoji: The Other Path: The Invisible Revolution in the Third World v roce 1986 ve španělštině (s novým vydáním vydaným roku 2002 s názvem The Other Path, The Economic Answer to Terrorism) a v roce 2000 Mystérium kapitálu (The Mystery of Capital: Why Capitalism Triumphs in the West and Fails Everywhere Else). Obě knihy byly mezinárodními bestsellery, přeloženy do zhruba 30 jazyků.
Původním španělským názvem The Other Path je El Otro Sendero, narážka na de Sotovy alternativní návrhy na rozvoj v Peru, které čelí pokusům „Shining Path“ („Sendero Luminoso“) získat podporu chudých Peruánců. Na základě pětiletého výzkumu ILD, zaměřeného na příčiny masivní neformality a mravního vyloučení v Peru, byla kniha také přímou intelektuální výzvou pro Shining Path, která chudým obyvatelům Peru nenabídla násilné svržení systému ale „jinou cestu“ z chudoby prostřednictvím právní reformy. V reakci na to Senderistas přidalo de Sota na jejich seznam atentátů. V červenci 1992 teroristé poslali do ústředí ILD V Limě druhou bombu v autě, přičemž 3 zabili a 19 zranili.
Kromě toho napsal společně s Francisem Chenevalem Swiss Human Rights Book Volume 1: Realizing Property Rights vydanou v roce 2006 – soubor listů prezentovaných na mezinárodním sympoziu ve Švýcarsku v roce 2006 o naléhavosti vlastnických práv v chudých zemích pro malé podnikatele, ženy a další zranitelné skupiny, jako jsou chudí a političtí uprchlíci. Kniha obsahuje příspěvek o práci ILD v Tanzanii, který vydal Hernando de Soto.
- The Other Path: The Invisible Revolution in the Third World. Harpercollins, 1989. ISBN 0-06-016020-9
- Mystérium kapitálu: Proč kapitalismus triumfuje na Západě a selhává všude jinde na světě, 2007. ISBN 978-80-87067-20-8. (The Mystery of Capital: Why Capitalism Triumphs in the West and Fails Everywhere Else, 2000)
- The Other Path: The Economic Answer to Terrorism. Basic Books, 2002. ISBN 0-465-01610-3
- Swiss Human Rights Book Volume 1: Realizing Property Rights, 2006. ISBN 978-3-907625-25-5, spolu s Francisem Chenevalem
- The Mystery of Capital and the Construction of Social Reality, Chicago: Open Court, 2008. ISBN 0-8126-9615-8, spoluautor autorského kolektivu v čele se Smithem Barryem

### Články
De Soto také publikoval řadu článků o důležitosti inkluzivního vlastnictví a obchodních právech, právním posílení chudých a příčinách globální finanční krize v letech 2008–09 v předních novinách a časopisech po celém světě. V roce 2001 časopis Time publikoval „The Secret of Non-Success“, The New York Times vydal jeho operační esej z 11. září „The Constituency of Terror“ a časopis Finance & Development Mezinárodního měnového fondu publikoval „The Mystery of Capital“, zkrácená verze třetí kapitoly jeho stejnojmenné knihy. V roce 2007 časopis Time publikoval článek „Giving the Poor their Rights“, článek napsaný s bývalou ministryní zahraničí Madeleine Albrightovou o právním zmocnění chudých. V roce 2009 Newsweek International vydal jeho esej o finanční krizi „Toxic Paper“ – spolu s on-line rozhovorem s ním, „Slumdogs and Millionaires“. Poté brzy následovaly další dva články o krizi, ve Wall Street Journal („Toxic Assets Were Hidden Assets“) a The Los Angeles Times („Global Meltdown Rule #1: Do the Math“). Verze těchto článků se objevily také v novinách ve Francii, Švýcarsku, Německu a Latinské Americe. V roce 2011 Bloomberg zveřejnil „The Destruction of Economic Facts“ a The Washington Post nedávno zveřejnil „The cost of financial ignorance“. Když začaly protesty v Káhiře na začátku roku 2011, The Wall Street Journal publikoval De Sotův článek „Egypt’s Economic Apartheid“ a Financial Times později publikovali „The free-market secret of the Arab Revolution“.